# Goldene Himbeere 2010
Die Goldene Himbeere 2010 (engl.: 30th Golden Raspberry Awards) wurde am 6. März 2010, dem Vorabend der Oscarverleihung, im Barnsdall Gallery Theatre in Hollywood, Kalifornien vergeben.
Die Gewinnerin in der Kategorie Schlechteste Schauspielerin, Sandra Bullock, kam persönlich am Abend der Preisverleihung vorbei, um sich ihren Razzie abzuholen. Bei der Gelegenheit verteilte sie aus einem mitgebrachten Bollerwagen an das anwesende Publikum eine DVD ihres Films Verrückt nach Steve.

## Preisträger und Nominierte

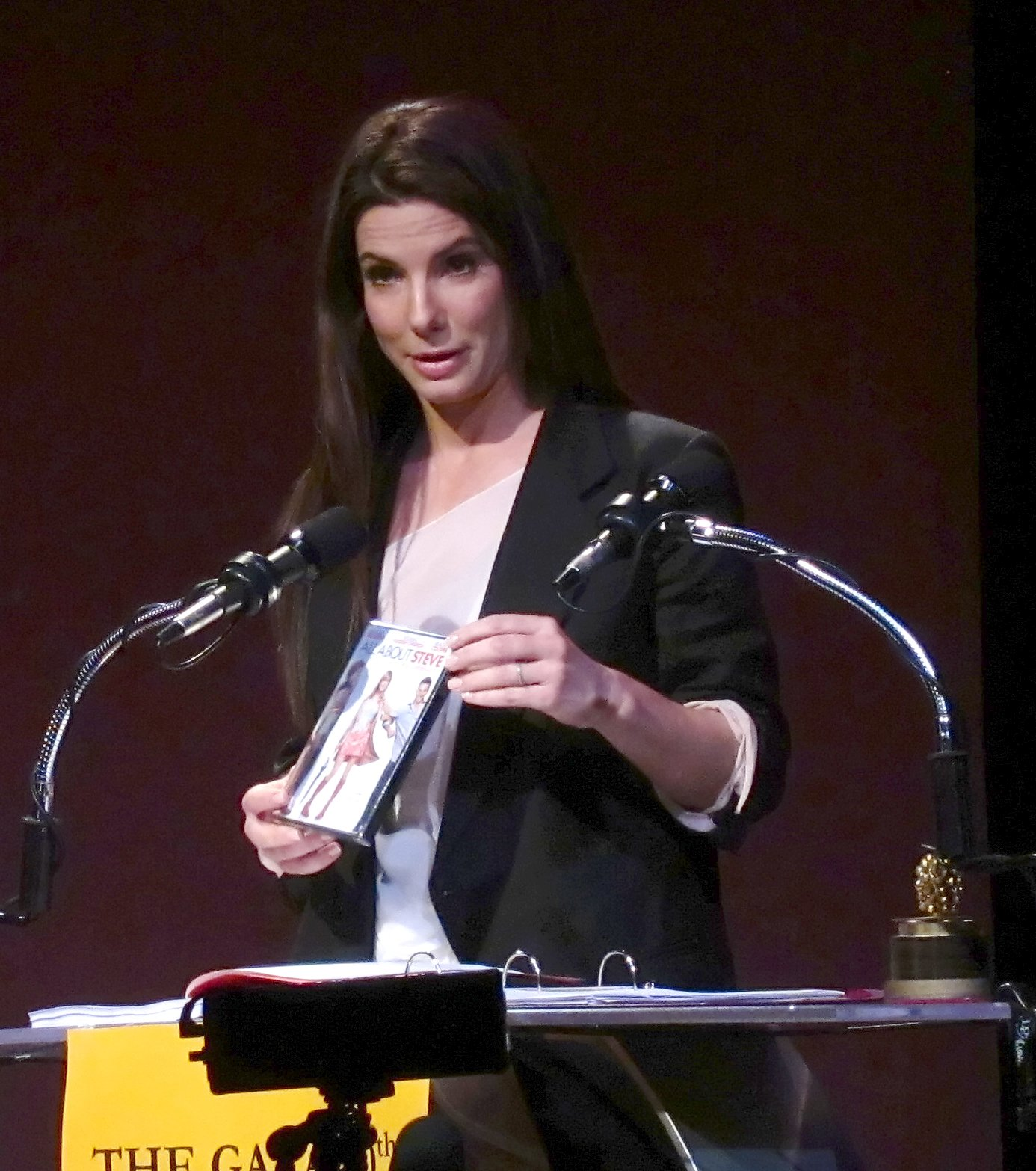
Sandra Bullock bei der Verleihung. In den Händen hält sie eine DVD des Films Verrückt nach Steve

Es folgt die komplette Liste der Preisträger und Nominierten.
| Kategorien                                  | Preisträger und Nominierte                                                                              |
| ------------------------------------------- | --- |
| Schlechtester Film                          | Transformers – Die Rache                                                                                |
| Schlechtester Film                          | G.I. Joe – Geheimauftrag Cobra                                                                          |
| Schlechtester Film                          | Die fast vergessene Welt                                                                                |
| Schlechtester Film                          | Old Dogs – Daddy oder Deal                                                                              |
| Schlechtester Film                          | Verrückt nach Steve                                                                                     |
| Schlechtester Schauspieler                  | Jonas Brothers (als sie selbst) – Jonas Brothers – Das ultimative 3D Konzerterlebnis                    |
| Schlechtester Schauspieler                  | Will Ferrell – Die fast vergessene Welt                                                                 |
| Schlechtester Schauspieler                  | Steve Martin – Der rosarote Panther 2                                                                   |
| Schlechtester Schauspieler                  | Eddie Murphy – Zuhause ist der Zauber los                                                               |
| Schlechtester Schauspieler                  | John Travolta – Old Dogs – Daddy oder Deal                                                              |
| Schlechteste Schauspielerin                 | Sandra Bullock – Verrückt nach Steve                                                                    |
| Schlechteste Schauspielerin                 | Beyoncé Knowles – Obsessed                                                                              |
| Schlechteste Schauspielerin                 | Miley Cyrus – Hannah Montana – Der Film                                                                 |
| Schlechteste Schauspielerin                 | Megan Fox – Jennifer’s Body – Jungs nach ihrem Geschmack und Transformers – Die Rache                   |
| Schlechteste Schauspielerin                 | Sarah Jessica Parker – Haben Sie das von den Morgans gehört?                                            |
| Schlechtester Nebendarsteller               | Billy Ray Cyrus – Hannah Montana – Der Film                                                             |
| Schlechtester Nebendarsteller               | Hugh Hefner (als er selbst) – Miss March                                                                |
| Schlechtester Nebendarsteller               | Robert Pattinson – New Moon – Bis(s) zur Mittagsstunde                                                  |
| Schlechtester Nebendarsteller               | Jorma Taccone – Die fast vergessene Welt                                                                |
| Schlechtester Nebendarsteller               | Marlon Wayans – G.I. Joe – Geheimauftrag Cobra                                                          |
| Schlechteste Nebendarstellerin              | Sienna Miller – G.I. Joe – Geheimauftrag Cobra                                                          |
| Schlechteste Nebendarstellerin              | Candice Bergen – Bride Wars – Beste Feindinnen                                                          |
| Schlechteste Nebendarstellerin              | Ali Larter – Obsessed                                                                                   |
| Schlechteste Nebendarstellerin              | Kelly Preston – Old Dogs – Daddy oder Deal                                                              |
| Schlechteste Nebendarstellerin              | Julie White – Transformers – Die Rache                                                                  |
| Schlechteste Filmpaarung                    | Sandra Bullock und Bradley Cooper – Verrückt nach Steve                                                 |
| Schlechteste Filmpaarung                    | Jedes Mitglied der Jonas Brothers – Jonas Brothers – Das ultimative 3D Konzerterlebnis                  |
| Schlechteste Filmpaarung                    | Will Ferrell und alle Co-Stars, Kreatur oder „Comic-riff“ – Die fast vergessene Welt                    |
| Schlechteste Filmpaarung                    | Shia LaBeouf und entweder Megan Fox oder „Transformer“ – Transformers – Die Rache                       |
| Schlechteste Filmpaarung                    | Kristen Stewart und entweder Taylor Lautner oder Robert Pattinson − New Moon – Bis(s) zur Mittagsstunde |
| Schlechteste Neuverfilmung oder Fortsetzung | Die fast vergessene Welt                                                                                |
| Schlechteste Neuverfilmung oder Fortsetzung | G.I. Joe – Geheimauftrag Cobra                                                                          |
| Schlechteste Neuverfilmung oder Fortsetzung | Der rosarote Panther 2                                                                                  |
| Schlechteste Neuverfilmung oder Fortsetzung | Transformers – Die Rache                                                                                |
| Schlechteste Neuverfilmung oder Fortsetzung | New Moon – Bis(s) zur Mittagsstunde                                                                     |
| Schlechteste Regie                          | Michael Bay – Transformers – Die Rache                                                                  |
| Schlechteste Regie                          | Walt Becker – Old Dogs – Daddy oder Deal                                                                |
| Schlechteste Regie                          | Brad Silberling – Die fast vergessene Welt                                                              |
| Schlechteste Regie                          | Stephen Sommers – G.I. Joe – Geheimauftrag Cobra                                                        |
| Schlechteste Regie                          | Phil Traill – Verrückt nach Steve                                                                       |
| Schlechtestes Drehbuch                      | Transformers – Die Rache – von Ehren Kruger, Alex Kurtzman und Roberto Orci                             |
| Schlechtestes Drehbuch                      | Verrückt nach Steve – von Kim Barker                                                                    |
| Schlechtestes Drehbuch                      | G.I. Joe – Geheimauftrag Cobra – von Stuart Beattie, David Elliot und Paul Lovett                       |
| Schlechtestes Drehbuch                      | Die fast vergessene Welt – von Chris Henchy und Dennis McNicholas                                       |
| Schlechtestes Drehbuch                      | New Moon – Bis(s) zur Mittagsstunde – von Melissa Rosenberg                                             |

## Goldene Himbeere der 2000er
| Kategorien                                 | Gewinner (farbiger Hintergrund) und Nominierte |
| ------------------------------------------ | --- |
| Schlechtester Film des Jahrzehnts          | Battlefield Earth – Kampf um die Erde – der Film erhielt sieben Mal die Goldene Himbeere |
| Schlechtester Film des Jahrzehnts          | Freddy Got Fingered – der Film erhielt fünf Nominierungen für die Goldene Himbeere |
| Schlechtester Film des Jahrzehnts          | Liebe mit Risiko – Gigli – der Film erhielt sechs Nominierungen für die Goldene Himbeere |
| Schlechtester Film des Jahrzehnts          | Ich weiß, wer mich getötet hat – der Film erhielt acht Nominierungen für die Goldene Himbeere |
| Schlechtester Film des Jahrzehnts          | Stürmische Liebe – Swept Away – der Film erhielt fünf Nominierungen für die Goldene Himbeere |
| Schlechtester Schauspieler des Jahrzehnts  | Eddie Murphy – Pluto Nash – Im Kampf gegen die Mondmafia / I Spy / Showtime / Norbit / Mensch, Dave!                                                                                                |
| Schlechtester Schauspieler des Jahrzehnts  | Ben Affleck – Pearl Harbor / Daredevil / Liebe mit Risiko – Gigli / Paycheck – Die Abrechnung / Jersey Girl / Wie überleben wir Weihnachten?                                                        |
| Schlechtester Schauspieler des Jahrzehnts  | Mike Myers – Ein Kater macht Theater und Der Love Guru |
| Schlechtester Schauspieler des Jahrzehnts  | Rob Schneider – Deuce Bigalow: European Gigolo / Die Bankdrücker / Chuck und Larry – Wie Feuer und Flamme                                                                                           |
| Schlechtester Schauspieler des Jahrzehnts  | John Travolta – Battlefield Earth – Kampf um die Erde / Lucky Numbers / Tödliches Vertrauen / Passwort: Swordfish                                                                                   |
| Schlechteste Schauspielerin des Jahrzehnts | Paris Hilton – House of Wax / The Hottie & the Nottie – Liebe auf den zweiten Blick / Repo! The Genetic Opera                                                                                       |
| Schlechteste Schauspielerin des Jahrzehnts | Mariah Carey – Glitter – Glanz eines Stars |
| Schlechteste Schauspielerin des Jahrzehnts | Lindsay Lohan – Herbie Fully Loaded – Ein toller Käfer startet durch, Zum Glück geküsst und Ich weiß, wer mich getötet hat                                                                          |
| Schlechteste Schauspielerin des Jahrzehnts | Jennifer Lopez – Angel Eyes / Wedding Planner – Verliebt, verlobt, verplant / Genug – Jeder hat eine Grenze / Manhattan Love Story / Liebe mit Risiko – Gigli / Jersey Girl / Das Schwieger-Monster |
| Schlechteste Schauspielerin des Jahrzehnts | Madonna – Ein Freund zum Verlieben und Stürmische Liebe – Swept Away |

## Nominierte
| Meiste Goldene Himbeeren | Transformers – Die Rache (3 Goldene Himbeeren) |

Anzahl der Nominierungen:
- 7: Transformers – Die Rache, Die fast vergessene Welt
- 6: G.I. Joe – Geheimauftrag Cobra
- 5: Verrückt nach Steve
- 4: Old Dogs – Daddy oder Deal, New Moon – Bis(s) zur Mittagsstunde
- 2: Hannah Montana – Der Film, Jonas Brothers – Das ultimative 3D Konzerterlebnis, Obsessed, Der rosarote Panther 2
- 1: Bride Wars – Beste Feindinnen, Haben Sie das von den Morgans gehört?, Zuhause ist der Zauber los, Jennifer’s Body – Jungs nach ihrem Geschmack, Miss March